# GTUBE
GTUBE (von engl.: Generic Test for Unsolicited Bulk Email) ist ein 68 Zeichen langer Test-String, welcher zur Überprüfung von Anti-Spam-Lösungen genutzt wird, besonders von solchen, welche auf dem Filter-Programm SpamAssassin basieren.

## Details
Innerhalb von SpamAssassin wird mit den Standardeinstellungen ein sogenannter Anti-Spam-Wert von 1000 eingetragen. Dieser Anti-Spam-Wert ist ein Maß, mit dem eine Anti-Spam-Lösung eine Bewertung einer einzelnen E-Mail im Hinblick auf Merkmale für Spam vornimmt. Je größer dieser Wert, desto wahrscheinlicher ist es, dass es sich bei einer E-Mail um Spam (oder eben einen Spamfilter-Test) handelt.
Der Inhalt des Test-Strings lautet:
```
XJS*C4JDBQADN1.NSBN3*2IDNEN*GTUBE-STANDARD-ANTI-UBE-TEST-EMAIL*C.34X
```

Dieser sollte als Text in eine Test-E-Mail eingefügt werden, ohne Leerzeichen oder Zeilenumbrüche.
Eine mögliche E-Mail im RFC-822-Format ist diese:
```
Subject: Test spam mail (GTUBE)
Message-ID: <GTUBE1.1010101@example.net>
Date: Wed, 23 Jul 2003 23:30:00 +0200
From: Sender <sender@example.net>
To: Recipient <recipient@example.net>
Precedence: junk
MIME-Version: 1.0
Content-Type: text/plain; charset=us-ascii
Content-Transfer-Encoding: 7bit

This is the GTUBE, the
	Generic
	Test for
	Unsolicited
	Bulk
	Email

If your spam filter supports it, the GTUBE provides a test by which you
can verify that the filter is installed correctly and is detecting incoming
spam. You can send yourself a test mail containing the following string of
characters (in upper case and with no white spaces and line breaks):

XJS*C4JDBQADN1.NSBN3*2IDNEN*GTUBE-STANDARD-ANTI-UBE-TEST-EMAIL*C.34X

You should send this test mail from an account outside of your network.
```

Analog zum GTUBE-String wird bei Anti-Viren-Lösungen die EICAR-Testdatei verwendet.